# Juan Terrenal
Juan Terrenal es un grupo de rock argentino, formado en la ciudad de Córdoba en el año 2000. Está integrado por Miguel Amaya en voz, Federico Abril en guitarra,  Germán Della Rossa en guitarra y Samples, Martín Petros en bajo, Patricio Petros en batería y Leonardo Ventre en sintetizadores. Juan Terrenal posee cinco discos editados de manera independiente con sello discográfico propio "Se cae el techo". 
Su obra recorre el género por matices que rozan el pop, dark, punk, con elementos de la música electrónica. Obtuvo en el año 2002 el primer premio del certamen "Rock en Obras", realizado en el Estadio Obras Sanitarias, Buenos Aires Argentina, en el cual participaron más de 1.400 grupos argentinos. Se presentó en diez de las ediciones del Cosquín Rock en Córdoba, y ha realizado giras y presentaciones a lo largo de su historia por Argentina y Chile.

## Biografía

### Comienzos
A comienzos del año 2000, en Córdoba, Argentina se reúne la primera formación de esta banda de cinco músicos autodidactas. Según Miguel Amaya: “La banda se formó de la fusión de dos grupos de colegio secundario más dos hermanos trasplantados de Santiago del Estero”. El 15 de julio de ese año actúa en Cemento como artista invitado de Fun people, ante 2500 personas y recibe una eufórica recepción del público que no se privó de poguear tema tras tema. Este hecho afianzó en sus integrantes uno de los primeros rasgos distintivos en el estilo "terrenal", con fuertes raíces ligadas al Grunge, Punk y Dark, pero que ya en esa época experimentaba con elementos de la música electrónica.
En el año 2001 comienza a tener vínculos profesionales con bandas como Cabezones, El Otro yo y Attaque 77 entre otras. En Córdoba comienzan a sonar en las radios los primeros "singles" inéditos con temas como "Llueve sobre mi", que ya incorpora bases electrónicas. Esta canción fue elegida a finales de 2001 como "tema del año" en la Rock & Pop (radio de Argentina) Córdoba, por votación popular. El videoclip de "llueve sobre mi" realizado por el estudio ARKM en Córdoba, incluye animación de cómics del Cordobés Juan Ferreyra (DC Comics).
En el verano de 2001, Juan Terrenal recorre la Costa Argentina en la "Gira Contagiosa" como artistas invitados de El otro yo. En reconocimiento a la trayectoria, debuta el 11 de febrero de 2001 en la primera edición del Cosquín Rock, en el escenario Atahualpa Yupanqui de la ciudad de Cosquín, Córdoba; festival en el que participaría más adelante en las ediciones del 2002, 2003, 2006, 2009, 2011, 2014, 2015, 2016, 2018.
En la ciudad de Córdoba Juan Terrenal ya realizaba por ese entonces producciones independientes con una propuesta artística integral, y contaban con un creciente número de fanáticos y seguidores que se autodenominaron "terrenales"; jóvenes de diferentes edades con un sentimiento reflejo y común hacia los contenidos líricos y musicales de las canciones de Juan Terrenal, en los que encontraron y asimilaron como una identidad propia.
A mediados del año 2002, Juan Terrenal vuelve a Buenos Aires invitados por Carajo y en agosto del mismo año recorre el interior de Córdoba y Santa Fe junto a El otro yo en parte de su "Gira interminable". Las múltiples experiencias y roces con bandas de trayectoria, enseñaron a Juan Terrenal las armas para poder gestionar en lo sucesivo un camino en la independencia, en una ciudad que comenzaba de a poco a "respirar" rock por las calles de la zona del ex Mercado de Abasto (Córdoba).

### Sin Red y Nuestra Forma
En octubre de 2002, luego de una preselección entre más de 1.400 bandas de todo el país, viaja a Buenos Aires para presentarse entre los semifinalistas del concurso "Rock en Obras", realizado en el Estadio Obras Sanitarias, Buenos Aires Argentina; y en noviembre del mismo año obtiene el primer premio en la final del concurso, que consistía en la grabación de un disco con la edición de Universal Music Group. De vuelta en Córdoba, a comienzos de 2003 Juan Terrenal edita “Sin Red 1 y 2" (disco doble), con sello propio; y ese año logran una venta de más de 2.500 copias entre Córdoba y Capital Federal. Sin Red sería el primer material íntegramente producido, grabado y editado por Juan Terrenal.
Tras algunos cambios en la formación de la banda, Juan Terrenal comienza la grabación de su segundo disco titulado "Nuestra Forma"(LP), que fue lanzado finalmente en el año 2004 concretando el premio del concurso "Rock en Obras"; producido, grabado y masterizado por Juan Terrenal en la ciudad de Córdoba, y editado por Universal Music Publishing. En este trabajo se refleja nuevamente el compromiso musical de la banda, que apoyó el lanzamiento con una campaña de prensa.
Entre los temas de "Nuestra Forma", se difundió rápidamente una versión de Boys Don't Cry de los británicos The Cure, traducida al castellano por los Juan Terrenal. Curiosamente, esta canción llegó a los oídos del conductor radial argentino Mario Pergolini, quien demostró su simpatía con la versión de Juan Terrenal, y la difundió repetidas veces al aire en su programa "Cual es?", por la cadena Rock & Pop. Más tarde ese año, Juan Terrenal produce el videoclip oficial de “Boys Don't Cry”, que rotó por las pantallas de Mtv Latinoamérica y el Canal CM.
En el 2005, Juan Terrenal edita parte de las grabaciones que no se incluyeron en “Nuestra Forma” en un disco de corta duración (EP) titulado “Más Nuestra Forma”, y lo estrena con un show multitudinario en el Centro Cultural de Barrio General Paz.

### Todos contra mí y Continuar
A fines del año 2005 Juan Terrenal intenta a producir un nuevo trabajo discográfico el cual llega al punto de abandonar en 2006 para comenzarlo nuevamente desde cero, persiguiendo un proyecto artístico conceptual más ambicioso.
Pasada la mitad del año 2007, Juan Terrenal decide plasmar parte del avance de este nuevo proyecto en un disco en formato EP, que tituló "Todo contra mí". Este material enseña una faceta musical más "rabiosa y despojada", pero incluye las sutilezas de las secuencias electrónicas que caracterizaron a los terrenales desde un comienzo. La presentación oficial de este trabajo tuvo lugar en “Sala del Rey” (Córdoba).
Durante el 2007 y parte del 2008, recorre gran parte del Argentina y Chile. Avocados a la producción audiovisual y conceptual, editan videoclips de algunas canciones incluidas en los discos y material multimedia, conjuntamente a la producción de fiestas temáticas en colaboración con grupos de rock y músicos cordobeses.
El 25 de noviembre de 2010, finalmente presenta en el Teatro Real de Córdoba la producción completa del proyecto "Continuar... el viaje ya comenzó", en el cual implementan un formato teatral-musical fusionado, conjuntamente con el lanzamiento del nuevo material discográfico "Continuar" (LP); que fue producido, grabado y editado por "Se Cae el Techo", sello independiente de Juan Terrenal.
En 2012 los terrenales se presentan en el festival Ciudad Emergente.
Ese mismo año graban una live-session con 3 temas propios y una reversión de la canción “Hoy ya no soy yo” de (Cerati, Melero).

### Por siempre
Durante el 2013 la banda estuvo preparando las canciones que formarían parte de su próximo disco que luego fue llamado “Por siempre”, este material cuenta con la producción artística de Alejandro Vázquez (Carajo, Massacre, La Renga, Intoxicados)  y la cooperación de Andrés Dussel (Santos Inocentes, Bonsur). Grabado en estudios Romaphonic (ex Circo Beat),  Van Vliet y masterizado en Estados Unidos por Tom Baker. Por Siempre fue editado en octubre de 2014 por Rinoceronte-Popart y distribuido por Sony Music Argentina. De este material se despenden videos clips de las canciones: Desencuentro, Desamparo, Reaccionar, Frágil, ¿O de mi? y Despacio.
El día 9 de mayo de 2015 Juan terrenal presentó su disco en el mítico Captain Blue XL, con gran repercusión mediática  y una alta convocatoria, acompañando el show con una puesta visual y multimedia de gran nivel. Acompañando el lanzamiento del disco, Juan terrenal comenzó la gira denominada “por siempre tour” que los llevó por numerosas ciudades del interior del país. 
A finales de 2016 presentan el show ANTOLOGIA con un hilo conductor novedoso, en el que simulando una línea de tiempo, repasaron material de toda su discografía con intervenciones en video e invitados en vivo.

### Partes
“Partes” es el título del último material discográfico de Juan Terrenal, cuyas canciones se fueron dando a conocer a través de sucesivos EPs publicados primero de manera digital en la página y en las redes oficiales de la banda y luego en formato físico (CD). 
El primero de ellos (Partes I), fue lanzado el 1º de junio de 2017, mientras que Partes II se dio a conocer el 15 de septiembre del mismo año. La presentación oficial de Partes I y II fue el día viernes 13 de octubre en Quality Espacio en la ciudad de Córdoba. Acompañados por Santa Kim como banda de apertura, los terrenales ofrecieron su show más importante en la historia de la banda, por lo que significa el lugar y por la calidad de la puesta de escena.
Partes III se publicó durante la segunda mitad de 2018, más precisamente el 12 de octubre.
y fue presentado en vivo en Studio Theater.
Partes IIII Completa cierra el ciclo y termina de mostrar la apertura musical de la banda editado en marzo del 2020.  
Juan Terrenal compartió escenario con: Fun People, Boom Boom Kid, El Otro Yo, Carajo, Attaque 77, Cabezones, Divididos, Las Pelotas, A.N.I.M.A.L., Karamelo Santo, Los 7 Delfines, Massacre, Babasónicos, Árbol (banda), La Mancha de Rolando, Estelares, Catupecu Machu y Cuentos Borgeanos.

## Discografía
- Sin Red 1.0 (2003)
- Sin Red 2.0 (2003)
- NuestraForma (2004)
- +NuestraForma (2005)
- Todo Contra mi (2007)
- Continuar (2010)
- Por Siempre (2014)
- Partes I (2017)
- Partes II (2017)
- Partes III (2018)
- Partes IIII (2020)